# Neoechinorhynchus armenicus
Neoechinorhynchus armenicus är en hakmaskart som beskrevs av Mikailov 1975. Neoechinorhynchus armenicus ingår i släktet Neoechinorhynchus och familjen Neoechinorhynchidae. Inga underarter finns listade i Catalogue of Life.